# Danlí
Danlí é uma cidade de Honduras localizada no departamento de El Paraíso. Tem 195 mil habitantes, segundo o censo de 2013. Em setembro de 1820 recebeu a classificação de município, e em 12 de abril de 1843 de cidade.